# Escatrón (kommunhuvudort)
Escatrón är en kommunhuvudort i Spanien.   Den ligger i provinsen Provincia de Zaragoza och regionen Aragonien, i den östra delen av landet, 300 km öster om huvudstaden Madrid. Escatrón ligger 158 meter över havet och antalet invånare är 1 145.
Terrängen runt Escatrón är platt söderut, men norrut är den kuperad. Runt Escatrón är det glesbefolkat, med 11 invånare per kvadratkilometer. Närmaste större samhälle är Híjar, 16,8 km sydväst om Escatrón. Trakten runt Escatrón består till största delen av jordbruksmark.